# Joseph Machebeuf
Joseph Projet Machebeuf, né le 11 août 1812 à Riom, mort le 10 juillet 1889 à Denver, est un prélat français qui fut le premier évêque de Denver aux États-Unis.

## Biographie

### Origines
Joseph Machebeuf naît en Auvergne dans une famille pieuse de Riom, aîné de trois enfants. Il étudie chez les Frères des écoles chrétiennes, puis fait ses humanités classiques au collège de la ville. Il entre en 1831 au séminaire de Montferrand tenu par les Prêtres de Saint-Sulpice, étudiant la philosophie et la théologie. Il est ordonné prêtre le 17 décembre 1836. Il est nommé curé de Le Cendre, jusqu'à ce qu'il accepte en 1839 l'invitation de Mgr Purcell, évêque de Cincinnati, à venir aux États-Unis.

### Arrivée aux Etats-Unis
Il est nommé d'abord curé de Tiffin (Ohio), puis curé de Lower Sandusky (Ohio), en 1841. Lorsque son compatriote auvergnat Jean-Baptiste Lamy est nommé en 1850 vicaire apostolique du Nouveau-Mexique, il le suit pour devenir son vicaire général. Il sert à Albuquerque (1853-1858) et à Santa Fe (1858-1860), puis il est transféré au Colorado. Sa diligence a un accident pendant la traversée des Montagnes Rocheuses et il manque de mourir. Il organise de nouvelles paroisses au Colorado, appelle de nouveaux prêtres et fait construire dix-huit églises, dont la première église catholique de Denver.

### Épiscopat
L'abbé Machebeuf est nommé par Pie IX vicaire apostolique du Colorado et de l'Utah, le 3 mars 1868 et évêque titulaire d'Epiphania (de). IL reçoit sa consécration épiscopale au mois d'août suivant des mains de Mgr Purcell, assisté des Français Mgr Rappe, évêque de Cleveland, et de Mgr de Goesbriand, évêque de Burlington. Il ouvre aussitôt une école primaire et secondaire pour garçons et une école pour filles tenue par les Sœurs de Notre-Dame de Lorette. Il ouvre ensuite l'hôpital Saint-Joseph, la maison du Bon Pasteur et le collège du Sacré-Cœur. La population du Colorado passe sous son épiscopat de quelques milliers à cinquante mille.
Le vicariat apostolique est élevé au rang de diocèse, le 7 août 1887, et Joseph Machebeuf est nommé premier évêque de Denver. Il meurt deux ans plus tard à l'âge de soixante-seize ans.

## Source
- (en) Cet article est partiellement ou en totalité issu de l’article de Wikipédia en anglais intitulé « Joseph Projectus Machebeuf » (voir la liste des auteurs).